# Union Sportive de Ouagadougou
L'Union Sportive de Ouagadougou és un club de futbol burkinès de la ciutat d'Ouagadougou. Disputa els seus partits a l'Estadi Municipal d'Ouagadougou. Els seus colors són el vermell i el blanc.

## Palmarès
- Lliga burkinesa de futbol: [1]
  - 1967, 1983
- Copa burkinesa de futbol: [2]
  - 2005
- Supercopa burkinesa de futbol: [3]
  - 2004-05, 2007–08